# Storön, Värmdö kommun

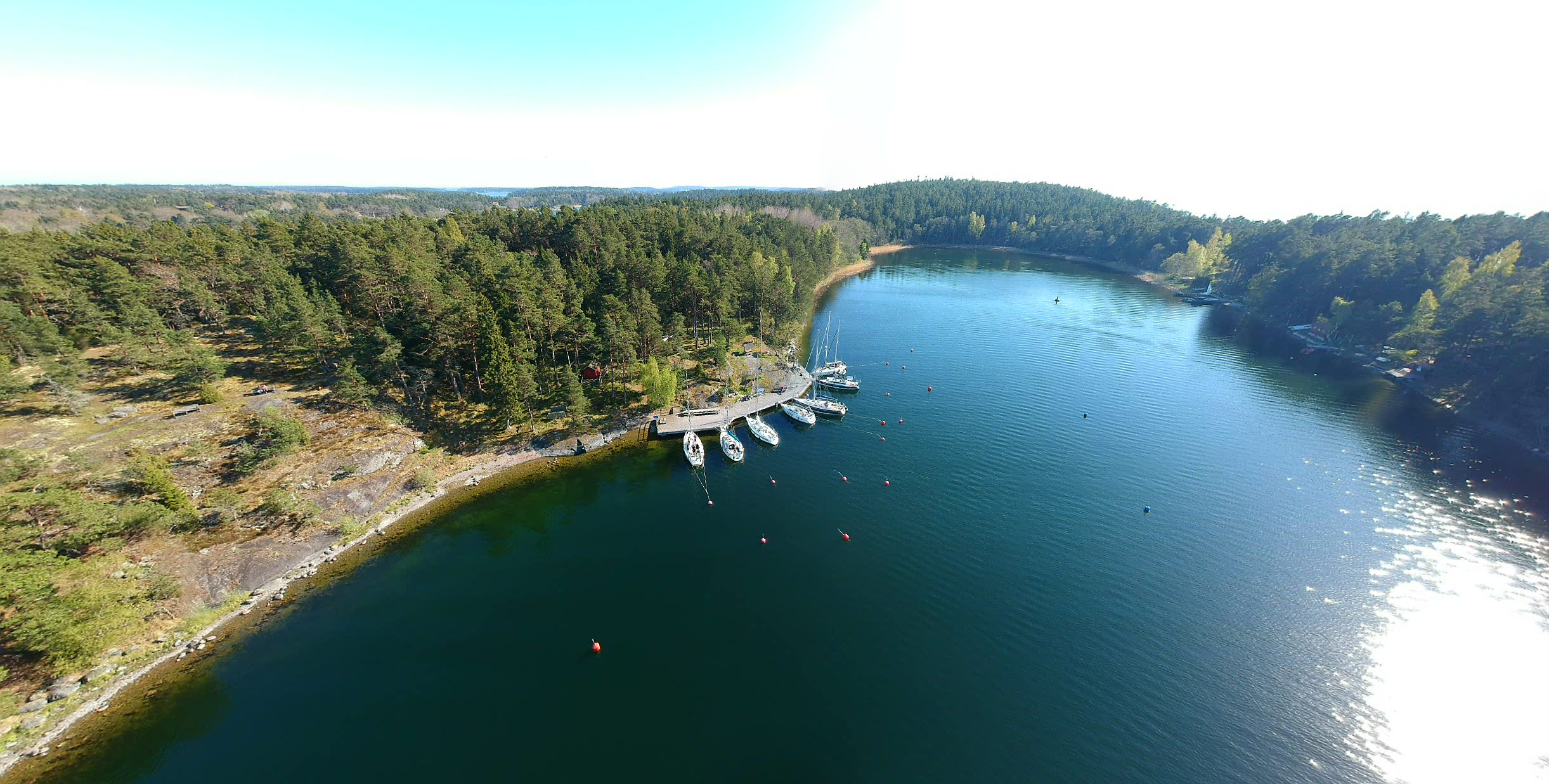
Norrviken på Storön vid Runmarö.

Storön är en ö i Värmdö kommun i Stockholms skärgård. Storön ligger sydväst om Runmarö och skiljs från denna av Runmarö kanal som öppnades 1932. Det finns en bro vid kanalen som förbinder Storön med Runmarö. Storöns långa västkust är brant och bergig, och utanför ligger djupa Nämdöfjärden. Högst når Käringberget som är 48 meter högt. Den har även kallats Kasberget då en vårdkase tidigare funnits på platsen. 
Norra delen av ön utgörs av två uddar, Näsudden och Ysudden. Mellan uddarna ligger Norrviken som har en god hamn med allmän brygga och där Svenska Kryssarklubben har vissa faciliteter. På Näsudden står ett av Coldinuordens kors, uppfört av den orden som grundades redan i början av 1800-talet. Järnkorset är 1,15 meter högt och restes i augusti 1897.
Vid Rödberget på Storöns västkust, norr om Boholmen, ligger en gammal fältspatsgruva som är 30 gånger 15 meter stor och 9 meter djup. Gruvans vattennivå ligger en meter ovan Nämdöfjärden. Det var Sven Tydén på Runmarö som år 1905 med hjälp av dynamit bearbetade berget. Fältspaten såldes till Tyskland och hämtades direkt av båtar vid gruvan. Vid stranden finns rester av en cirka 90 meter lång kaj som består av sprängsten. Gruvan var i drift till 1920-talet.
På Storöns sydsida finns en gammal, kanske medeltida, kalkugnsruin. Den är närmast rund, mäter elva i diameter på utsidan och sex meter på insidan samt är 3,5 meter djup.
Den östra halvön på Storön, benämnd Halvan, är tätbebyggd med fritidshus. Den avskiljs från huvudön av Långviken som skär djupt in i Storöns landmassa från nordost. På nordöstra delen av Halvan ligger bron till Runmarö.